# Craspedosis flavithorax
Craspedosis flavithorax là một loài bướm đêm trong họ Geometridae.